# Friedrich Brockhaus (Verleger)

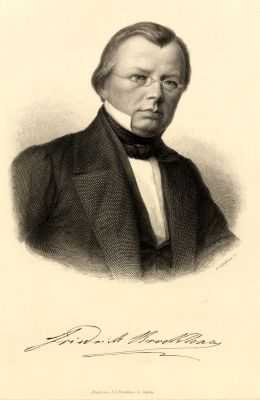
Friedrich Brockhaus (1840)

Friedrich Brockhaus (* 23. September 1800 in Dortmund; † 16. August 1865 in Dresden) war ein deutscher Buchhändler und Verleger in Leipzig. Von 1823 bis 1850 führte er gemeinsam mit seinem Bruder Heinrich Brockhaus das Verlagshaus F. A. Brockhaus.

## Zur Person
Friedrich Brockhaus wurde als zweites Kind (und ältester Sohn) des Verlegers Friedrich Arnold Brockhaus und Sophie Brockhaus, geb. Beurhaus, geboren. Am 16. Juni 1828 heiratete er Luise Wagner (* 14. Dezember 1805; † 2. Januar 1872), eine Schwester des Kapellmeisters und Komponisten Richard Wagner, der sich im Frühjahr 1830 durch Korrekturarbeiten für seinen Schwager ein Taschengeld verdiente. Aus der Ehe gingen vier Töchter hervor:
- Marianne Luise (* 22. Februar 1829; † 3. Januar 1919) ⚭ Louis von Weltzien (* 1. April 1815; † 16. Oktober 1870)
- Sophie Elisabeth (* 23. Mai 1830; † 13. November 1912) ⚭ Adolf Schumann (* 21. November 1822; † 4. August 1907)
- Clara (* 25. Februar 1833; † 28. März 1899) ⚭ Curt von Kessinger (* 5. April 1828; † 22. November 1914), königlich sächsischer Generalmajor
- Ottilie (* 14. August 1836; † 2. November 1903)

## Verlagsführung
Nach dem Tode seines Vaters führte Friedrich ab 1823 gemeinsam mit seinem jüngeren Bruder Heinrich den schon damals zu stattlichem Einfluss gekommenen Verlag  F.A.Brockhaus weiter.
Da keine männlichen Nachkommen vorhanden waren, die in die Führung des Familienunternehmens hineinwuchsen, entschieden sich die Brüder 1850 unter einer Abfindung für eine Alleinherrschaft Heinrichs und für ein Ausscheiden Friedrichs aus dem Verlag. Friedrich Brockhaus zog es nach Dresden, wo er am 24. August 1865 im Alter von 64 Jahren starb.